# Ctenodesmus gibber
Ctenodesmus gibber är en mångfotingart som beskrevs av Cook 1896. Ctenodesmus gibber ingår i släktet Ctenodesmus och familjen Oxydesmidae. Utöver nominatformen finns också underarten C. g. meranganus.